# Ricwin di Nantes
Rihwinus o Ricwin (... – dopo l'841) fu conte di Poitiers dall'811 all'815, e in seguito fu conte di Nantes.

## Origine
Non si conoscono gli ascendenti.

## Biografia
Di Ricwin si hanno scarse notizie. Nell'814 è citato da Eginardo tra i quindici conti che furono testimoni del testamento di Carlo Magno.
Sempre secondo Eginardo il conte Ricwin, assieme al vescovo Norberto, dopo la successione di Ludovico il Pio a Carlo Magno, venne inviato come ambasciatore presso la corte bizantina di Leone V l'Armeno, per riconfermare e rinnovare i vecchi patti di amicizia.
Dopo la partenza di Ricwin, si impossessò della contea Bernardo I, che fu confermato conte di Poitiers dal re d'Aquitania, Pipino I.
Dopo il suo rientro nel regno dei Franchi ebbe la contea di Nantes.
Ricwin trovò la morte, il 25 giugno 841, nella battaglia di Fontenoy, a cui partecipò tra le truppe di Carlo il Calvo.

## Discendenza
Di Ricwin non si conosce alcuna discendenza.

### Fonti primarie
- (LA)  Monumenta Germaniae Historica, tomus II.